# World Series of Poker 2006
2006 års World Series of Poker pokerturnering började med satelliter 25 juni och fortsatte med det årliga Casino Employee-eventet den 26 juni och Tournament of Champions den 28-29 juni. Fyrtio andra event, däribland Omaha, Razz och Lowball, ledde till Main Event, med start 28 juli och målgång 10 augusti.
Alla event hölls vid Rio All Suite Hotel and Casino i Las Vegas, Nevada, vilket var första gången något annat kasino än Binion's Horseshoe höll vid finalbordet för Main Event.
Förstaplatsen för Main Event var på $12 000 000, den största prispotten för både sport- och tv-företeelser någonsin.
2006 hölls dessutom en HORSE-turnering med ett inköp på $50 000 för första gången, vilket är det högsta inköpet någonsin för ett ensamt WSOP-event.
| Event Nummer | Event                                                 | Vinnare            | Pris (USD)  | Tvåa             | Resultat |
| ------------ | ----------------------------------------------------- | ------------------ | ----------- | ---------------- | -------- |
| 1            | $500 Casino Employee's No Limit Texas Hold'em         | Chris Gros         | $127 616    | Bryan Devonshire | Resultat |
| 2            | $1 500 No Limit Hold'em                               | Brandon Cantu      | $757 839    | Phong "Mark" Ly  | Resultat |
| 3            | $1 500 Pot Limit Hold'em                              | Rafe Furst         | $345 984    | Rocky Enciso     | Resultat |
| 4            | $1 500 Limit Hold'em                                  | Kianoush Abolfathi | $335 289    | Eric Buchman     | Resultat |
| 5            | $2 500 No Limit Hold'em Short Handed                  | Russ "Dutch" Boyd  | $475 712    | Joe Hachem       | Resultat |
| 6            | $2 000 No Limit Hold'em                               | Mark Vos           | $803 274    | Nam Le           | Resultat |
| 7            | $3 000 Limit Hold'em                                  | William Chen       | $343 618    | Yueqi "Rich" Zhu | Resultat |
| 8            | $2 000 Omaha Hi-Lo (8 or better)                      | Jack Zwerner       | $341 426    | Rusty Mandap     | Resultat |
| 9            | $5 000 No Limit Hold'em                               | Jeff Cabanillas    | $818 546    | Phil Hellmuth Jr | Resultat |
| 10           | $1 500 Seven-card stud                                | David Williams     | $163 118    | John Hoang       | Resultat |
| 11           | $1 500 Limit Hold'em                                  | Bob Chalmers       | $258 344    | Tam Ho           | Resultat |
| 12           | $5 000 Omaha Hi-Lo (8 or better)                      | Sam Farha          | $398 560    | Phil Ivey        | Resultat |
| 13           | $2 500 No Limit Hold'em                               | Max Pescatori      | $682 389    | Anthony Reategui | Resultat |
| 14           | $1 000+$1 000 No Limit Hold'em med obegränsade rebuys | Allen Cunningham   | $625 830    | David Rheem      | Resultat |
| 15           | $1 000 Ladies No Limit Hold'em                        | Mary Jones         | $236 094    | Shawnee Barton   | Resultat |
| 16           | $10 000 Pot Limit Omaha                               | Lee Watkinson      | $655 746    | Mike Guttman     | Resultat |
| 17           | $1 000 No Limit Hold'em                               | Jon Friedberg      | $526 185    | John Phan        | Resultat |
| 18           | $2 000 Pot Limit Hold'em                              | Eric Keselman      | $311 403    | Hyon Kim         | Resultat |
| 19           | $1 000 No Limit Hold'em Seniors                       | Clare Miller       | $247 814    | Mike Nargi       | Resultat |
| 20           | $50 000 H.O.R.S.E.                                    | David "Chip" Reese | $1 716 000  | Andy Bloch       | Resultat |
| 21           | $2 500 No Limit Hold'em Short Handed 6/Table          | William Chen       | $442 511    | Nath Pizzolatto  | Resultat |
| 22           | $2 000 No Limit Hold'em                               | Jeff Madsen        | $660 948    | Paul Sheng       | Resultat |
| 23           | $3 000 Limit Hold'em                                  | Ian Johns          | $291 755    | Jerrod Ankenmen  | Resultat |
| 24           | $3 000 Omaha Hi-Lo (8 or better)                      | Scott Clements     | $301 175    | Thor Hansen      | Resultat |
| 25           | $2 000 No Limit Hold'em Shootout                      | David Pham         | $240 222    | Charlie Sewell   | Resultat |
| 26           | $1 500 Pot Limit Omaha                                | Ralph Perry        | $207 817    | George Abdallah  | Resultat |
| 26a          | $1 500 Pot Limit Omaha med rebuys                     | Eric Froehlich     | $299 675    | Sherkhan Farnnod | Resultat |
| 27           | $1 500 No Limit Hold'em                               | Mats Rahmn         | $655 141    | Richard Toth     | Resultat |
| 28           | $5 000 Seven-Card Stud                                | Benjamin Lin       | $256 620    | Shahram Sheikhan | Resultat |
| 29           | $2 500 Pot Limit Hold'em                              | John Gale          | $374 849    | Maros Lechman    | Resultat |
| 30           | $5 000 No Limit Hold'em Short Handed                  | Jeff Madsen        | $643 381    | Erick Lindgren   | Resultat |
| 31           | $2 000 No Limit Hold'em                               | Justin Scott       | $842 262    | Farzad Rouhani   | Resultat |
| 32           | $5 000 Pot Limit Hold'em                              | Jason Lester       | $550 746    | Alan Sass        | Resultat |
| 33           | $1 500 Razz                                           | James Richburg     | $139 576    | Carlos Mortensen | Resultat |
| 34           | $1 000+$1 000 No Limit Hold'em med obegränsade rebuys | Phil Hellmuth Jr.  | $631 863    | Juha Helppi      | Resultat |
| 35           | $1 000 Seven Card Stud High-Low (8 or better)         | Patrick Poels      | $172 091    | Greg Dinkin      | Resultat |
| 36           | $1 500 Limit Hold'em Shootout                         | Victoriano Perches | $157 338    | Arnold Spee      | Resultat |
| 37           | $1 500 No Limit Hold'em                               | James Gorham       | $765 226    | Osman Kibar      | Resultat |
| 38           | $5 000+$5 000 No-Limit 2-7 Draw Lowball               | Daniel Alaei       | $430 698    | David Williams   | Resultat |
| 39           | $10 000 No Limit Hold'em Championship                 | Jamie Gold         | $12 000 000 | Paul Wasicka     |          |
| 40           | $1 000 No-Limit Hold'em                               | Praz Bansi         | $230 209    | Anh Lu           | Resultat |
| 41           | $1 500 No-Limit Hold'em                               | Paul Kobel         | $316 144    | Tyler Andrews    | Resultat |
| 42           | $1 500 No-Limit Hold'em                               | Jim Mitchell       | $153 173    | Stuart Fox       |          |
| 43           | $1 500 No-Limit Hold'em                               | Kevin Nathan       | $171 987    | J. C. Tran       |          |
| 44           | $1 500 No-Limit Hold'em                               | Kevin Cover        | $196 968    | Joe Brandenburg  |          |
| 45           | $1 500 No-Limit Hold'em                               | Anders Henriksson  | $202 291    | Maureen Feduniak |          |